# باري إروين
باري إروين (بالإنجليزية: Barry Irwin)‏ هو مدرب خيول أمريكي، ولد في 21 أبريل 1943.